# Villel
Villel ist ein Dorf in der spanischen Region Aragonien, Provinz Teruel. 2024 hatte die Gemeinde 337 Einwohner. Villel ist der Geburtsort von Francisco Tadeo Calomarde.

## Einzelnachweise

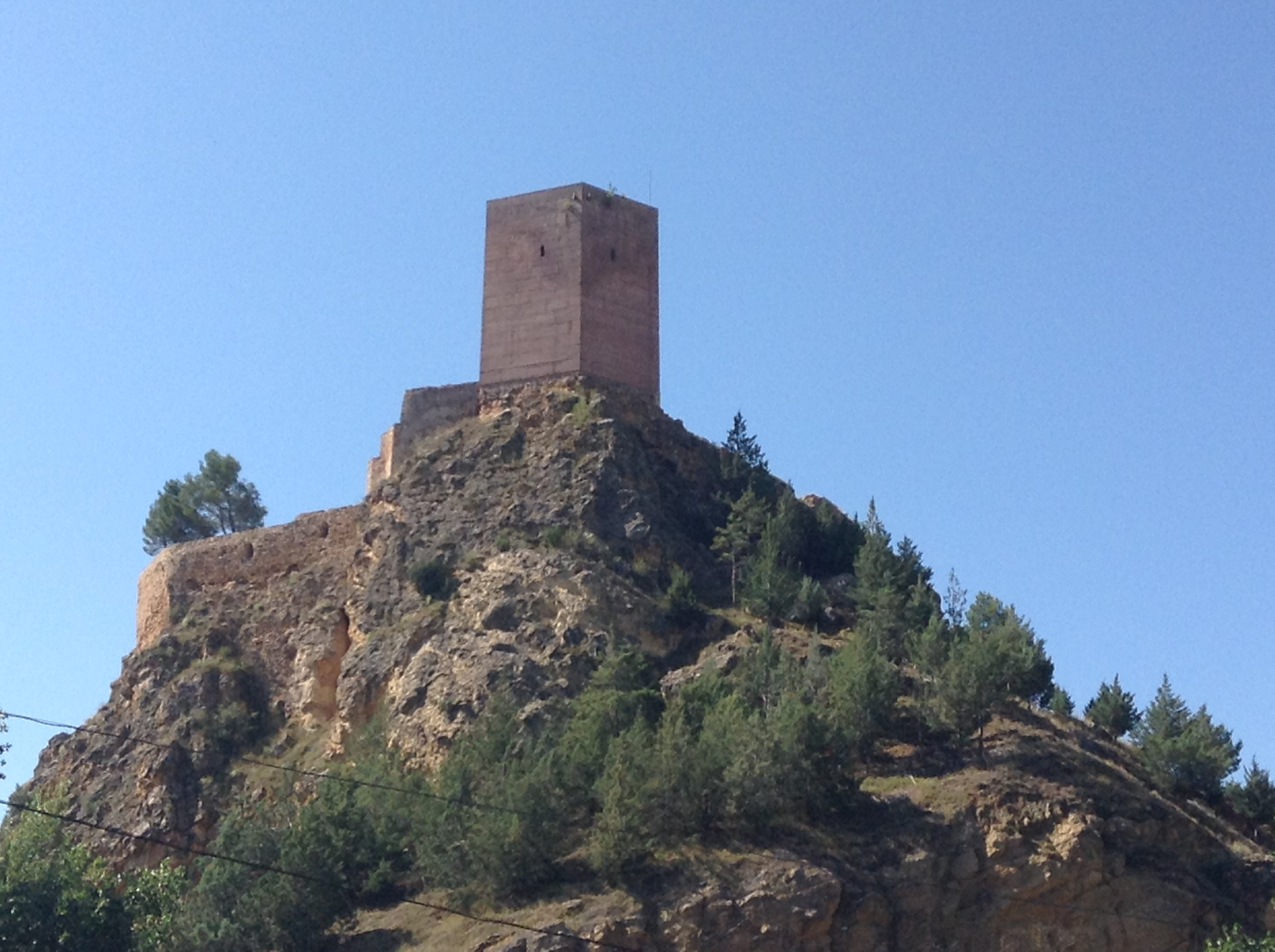
Castillo de Villel

## Sehenswürdigkeiten
- Castillo de Villel (Burg)